# Sandy Goss
Sandy Goss, né le 2 octobre 1966 à Amherst (Nouvelle-Écosse), est un nageur canadien.

## Palmarès

### Jeux olympiques
- Los Angeles 1984
  -  Médaille d'argent en 4 × 100 m 4 nages.
- Séoul 1988
  -  Médaille d'argent en 4 × 100 m 4 nages[1].